# Fußnagelprothetik
Die Fußnagelprothetik oder auch Fußnagelkorrektur wird in der Podologie angewendet, wenn der Zehennagel (von Podologen meist Fußnagel genannt) stark verletzt wurde. Dies kann durch den Befall von Nagelpilz (Nagelmykose), durch eine Traumatisierung oder durch eine Nagelextraktion passieren. Wenn zumindest noch ein kleiner Teil der natürlichen Nagelplatte vorhanden ist, kann in diesem Fall dann die Fußnagelprothetik angewendet werden. Mit einer elastischen Kunststoffmasse werden die fehlenden Nagelteile ersetzt, wobei auch noch die Färbung der eigenen Zehennägel berücksichtigt wird. Der Nagel wird somit optisch wiederhergestellt, sodass der Schaden beim Barfußlaufen, Schwimmbad- oder Saunabesuchen und beim Tragen von offenen Schuhen nicht erkennbar ist. Diese Maßnahme verbessert also nicht nur die Gesundheit im Zehenbereich, sondern auch ästhetisch das psychologische Wohlbefinden des Betroffenen.